# Smlouva Kasprzycki-Gamelin

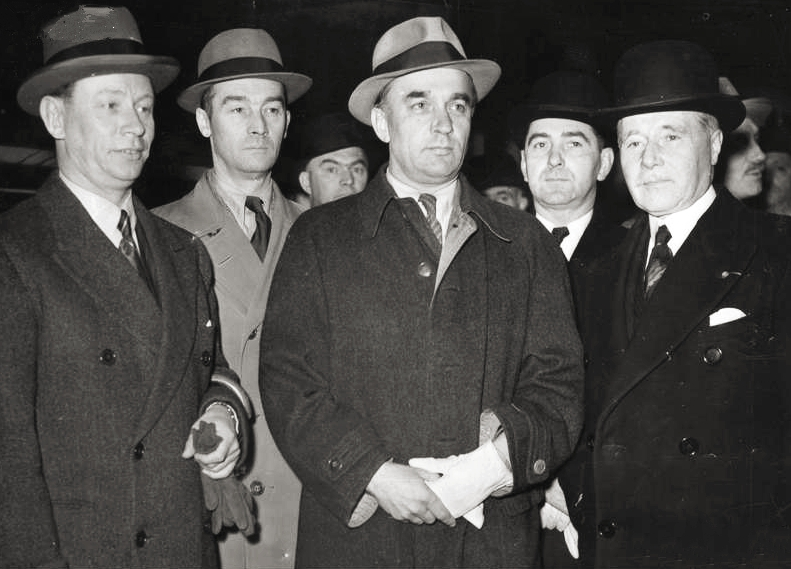
Tadeusz Kasprzycki, Maurice Gamelin a Juliusz Łukasiewicz 15. května 1939 v Paříži

Smlouva Kasprzycki-Gamelin byla smlouva mezi francouzskou a polskou armádou z 19. května 1939 podepsaná v Paříži. Pojmenovaná byla podle polského ministra národní obrany Tadeusze Kasprzického a po vrchním veliteli francouzských sil generálu Maurici Gamelinovi. Svým obsahem nahradila původní Francouzsko-Polskou dohodu z roku 1921.
Jelikož se nejednalo o smlouvu mezistátní, ale o úmluvu mezi armádami dvou států, nevstoupila oficiálně v platnost, neboť nebyla podepsána žádná politická smlouva, která by tuto ratifikovala. Hlavním smyslem smlouvy bylo to, že se obě armády zavázaly k tomu, že jedna druhé poskytne pomoc v případě napadení nacistickým Německem. Francouzský generál Gamelin se také zavázal k velké plastické ofenzivě ve lhůtě patnácti dnů od vyhlášení mobilizace ve Francii. V praxi pak tento Gamelinův slib daný polské straně znamenal to, že po zahájení německé invaze do Polska, provedla francouzská vojska invazi na území Sárska. V platnost vstoupila až při francouzské ratifikaci 4. září 1939, čtyři dny po německém útoku na Polsko.